# 斎藤育造
斎藤 育造（さいとう いくぞう、1960年8月11日 - ）は、三重県松阪市出身の元レスリング選手で現在は指導者。1984年ロサンゼルスオリンピックレスリング男子グレコローマン48キロ級銅メダリスト。三重県立松阪工業高等学校、専修大学卒業。